# دیوید پارادا
دیوید پارادا (انگلیسی: David Parada؛ زادهٔ ۸ مارس ۱۹۸۷) بازیکن فوتبال اهل اسپانیا است.
از باشگاه‌هایی که در آن بازی کرده‌است می‌توان به باشگاه فوتبال سنت پولتن اشاره کرد.